# Erwin Esser
Erwin Esser (* 30. Dezember 1958 in Wesseling) ist ein deutscher Politiker (SPD). Er war vom 23. Juni 2014 bis zum 30. Mai 2022 hauptamtlicher Bürgermeister der Stadt Wesseling im nordrhein-westfälischen Rhein-Erft-Kreis.

## Leben
Erwin Esser wuchs im Wesselinger Stadtteil Keldenich auf, wo er mit seiner Ehefrau lebt. 1978 machte er am städtischen Käthe-Kollwitz-Gymnasium sein Abitur. Nach dem Wehrdienst absolvierte er in Hürth eine Ausbildung zum gehobenen nichttechnischen Verwaltungsdienst, zu der ein Studium an der Fachhochschule für öffentliche Verwaltung in Köln gehörte und die er als Diplom-Verwaltungswirt abschloss. Nach verschiedenen Tätigkeiten wurde er 1989 zum Leiter des neu gegründeten Baubetriebsamtes der Stadt Hürth ernannt. Von 1992 bis 1996 war er als Niederlassungsleiter des französischen Unternehmens JCDecaux in Köln tätig. Anschließend übernahm er das Amt für öffentliche Einrichtungen der Stadt Pulheim. 1999 wurde er Leiter des Fachbereichs für Bauverwaltung der Stadt Wesseling, wechselte jedoch später als Personalleiter zum örtlichen Entsorgungsbetrieb sowie den Stadtwerken. Von 2012 bis 2014 hatte er schließlich das Amt eines Beigeordneten der Stadt Wesseling inne.
Mitglied der SPD, für die er bis 1992 als Beisitzer und später als stellvertretender Vorsitzender im örtlichen Vorstand saß, wurde Esser 1989. Von 1997 bis 2010 war er zudem Vorsitzender des Wesselinger Ortsvereines seiner Partei. 2014 wurde er zum hauptamtlichen Bürgermeister seiner Heimatstadt gewählt. Er gewann in der notwendig gewordenen Stichwahl gegen seinen Kontrahenten Hans-Peter Haupt von der CDU mit 53,77 Prozent der Stimmen. Am 13. September 2020 wurde er mit 62,84 Prozent der Stimmen wiedergewählt. Er erhielt dabei in allen Stadtteilen die Mehrheit der Stimmen. Am 30. Mai 2022 trat er aus gesundheitlichen Gründen von seinem Amt zurück.